# Bloedbad van Paracuellos
Het Bloedbad van Paracuellos vond plaats in de Spaanse plaats Paracuellos de Jarama in november 1936.
Historici twisten tot op de dag van vandaag over de vraag hoeveel mensen er precies werden geëxecuteerd, maar buiten twijfel staat dat Paracuellos op afstand het grootste bloedbad uit de Spaanse Burgeroorlog was. De schattingen lopen uiteen van tweeduizend tot twaalfduizend slachtoffers, zowel burgers als militairen.
De slachtoffers werden in de meeste gevallen verdacht van een christelijke geloofsovertuiging, anti-communistische opvattingen en/of sympathie voor Francisco Franco. De daders waren tegenstanders van het latere Spaanse staatshoofd. Omtrent de vraag welke persoon of welke personen precies de opdracht hebben gegeven tot het executeren van de politieke gevangenen verschillen de Spaanse historici van mening. Specialisten zoals César Vidal schrijven met name aan Santiago Carrillo, die na de oorlog tientallen jaren een van de leidende figuren was binnen de Communistische Partij van Spanje, een hoofdrol toe. Ook de naam van de Spaanse socialistische politica en schrijfster Margarita Nelken Mausberger wordt vaak genoemd.